# Fernand Brunner
Pour les articles homonymes, voir Brunner.
Fernand Brunner (né le 8 octobre 1920 à Lausanne et mort le 1er novembre 1991 à Cortaillod, dans le canton de Neuchâtel) est un philosophe et historien suisse de la philosophie.

## Biographie
Après des études à Lausanne et à Paris, Fernand Brunner a été professeur à l'université de Neuchâtel. Il a présidé l'Association des sociétés de philosophie de langue française de 1971 à 1980.
Il a uni de manière intime la réflexion philosophique à la pratique de l'histoire de la philosophie. Il s'est intéressé à la philosophie antique, au Moyen Âge, à l'époque moderne, mais aussi aux philosophies traditionnelles arabes et juives, ainsi qu'à la pensée indienne, pratiquant beaucoup la comparaison entre philosophes et traditions. Dans la tradition occidentale, son attention s'est portée particulièrement sur la tradition platonicienne et néo-platonicienne, sur Maître Eckhart, Ibn Gabirol et Leibniz.
Il défend une idée de la philosophie comme liée à la sagesse, et de l'histoire de la philosophie comme une discipline étroitement liée à la philosophie elle-même. Dans son ouvrage Science et réalité, il fait une critique des fondements de la science moderne, à laquelle il oppose la philosophie. C'est dans le même esprit qu'il a rédigé une introduction à la philosophie à travers son histoire, qui vise moins à mettre le lecteur au courant de cette histoire (ce qu'elle fait aussi) qu'à l'introduire à la pensée philosophique et à ses questions.

## Œuvres
- Études sur la signification historique de la philosophie de Leibniz, Librairie philosophique J. Vrin, Paris, 1950.
- Science et réalité, Aubier-Montaigne, Paris, 1954.
- Le conflit des tendances platoniciennes et aristotéliciennes au Moyen Âge. Leçon inaugurale, Neuchâtel, Secrétariat de l’Université, 1955.
- Platonisme et aristotélisme, La critique d’Ibn Gabirol par saint Thomas d’Aquin, dans Institut Supérieur de Philosophie, Chaire Cardinal Mercier, 1963/2, Louvain-Paris, Publications Universitaires de Louvain, Béatrice-Nauwelaerts, 1965.
- Maître Eckhart, (coll. Philosophes de tous les temps, no 59), 188 pp., Seghers, Paris, 1969.
- « L’analogie entre Dieu et le monde », Revue de théologie et de philosophie, 1972, no 4, p. 246-254.
- Introduction à la philosophie, Éditions du Grand Midi, Zurich, 1995.
- Études sur Maître Eckhart, Hermann, Paris, 2012.